# Epharmottomena eremophila
Epharmottomena eremophila är en fjärilsart som beskrevs av Hans Rebel 1895. Epharmottomena eremophila ingår i släktet Epharmottomena och familjen nattflyn. Inga underarter finns listade i Catalogue of Life.